# Gynoplistia luteibasis
Gynoplistia luteibasis là một loài ruồi trong họ Limoniidae. Chúng phân bố ở miền Australasia.